# 真山景子
真山 景子（まやま けいこ、1978年6月22日 - ）は、日本の女性ファッションモデル。愛知県名古屋市出身。

## 略歴
14歳でデビュー。ファッション雑誌『JJ』『CLASSY.』の専属モデルとして活動した。『AneCan』では2007年の創刊号から2014年4月号まで専属モデルとして活動した。
2007年10月、映画『未来予想図 〜ア・イ・シ・テ・ルのサイン〜』で女優デビュー。

## 人物
『JJ』の専属モデルつながりで、モデルの梨花とは10年来の友人である。また、モデルの田波涼子や小泉里子とも仲が良く、ブログにも度々登場している。
趣味はウェイクボード。ウェイクボードで茨城県に通いつめた縁で、愛知県出身ながら「いばらき大使」に就任。

### 私生活
2012年5月22日に元俳優の北村栄基と結婚。北村の姉は井上晴美。同年12月17日に第1子となる男児を出産した。2013年12月15日に結婚式を行った。
2021年1月30日に離婚を発表。離婚の時期は2020年秋頃だったという。

## 出演

### CM
- ダイエット・コカコーラ（2005年4月、コカ・コーラ）
- 笹とお茶（2006年4月、キリンビバレッジ）
- 8×4 phプロテクトパウダースプレー（2003年2月、ニベア花王）
- アメーバピグ （2011年3月28日 - ）

### 雑誌
- JJ（光文社） - 専属モデル
- CLASSY.（光文社） - 専属モデル
- AneCan（2007年4月号 - 2014年4月号、小学館） - 専属モデル[2]

### 映画
- 未来予想図 〜ア・イ・シ・テ・ルのサイン〜（2007年10月） - 里香 役

### テレビ
- 恋するハニカミ!（2008年2月15日、TBS）
- 踊る!さんま御殿!!（2009年1月6日、日本テレビ）
- Style/Style（2009年2月10日・2月17日、テレビ神奈川）
- easy sports（2009年4月6日 - 2009年4月10日、テレビ朝日）
- SAKAE TA☆RO（2009年5月26日、中京テレビ）
- グータンヌーボ（2009年8月5日、関西テレビ）
- ウンナンのラフな感じで。（2010年6月10日、TBS）
- イチハチ（2010年8月18日、毎日放送）
- にじいろジーン（2010年9月25日、関西テレビ）
- 芸能人のプライベート徹底調査SP! 芸均点（2010年9月26日、関西テレビ）
- バナナマンのブログ刑事（2010年10月5日、東海テレビ）
- 山ガールが行く!（2011年2月19日、信越放送）
- ハワイに恋して（2011年12月3日 - 2012年3月24日、ワールド・ハイビジョン・チャンネル）
- 東京上級デート ＃5 神楽坂（2012年5月2日、テレビ朝日）